# Палецкова
Палецко́ва (рос. Палецкова) — присілок у складі Байкаловського району Свердловської області. Входить до складу Баженовського сільського поселення.
Населення — 506 осіб (2010, 553 у 2002).
Національний склад населення станом на 2002 рік: росіяни — 98 %.